# William Bradford (procureur général)
Pour les articles homonymes, voir William Bradford (homonymie) et Bradford (homonymie).
William Bradford (14 septembre 1755 - 23 août 1795) était un avocat et un juge américain, originaire de la province de Pennsylvanie, qui fut le second procureur général des États-Unis en 1794 et 1795.

## Biographie
Fils d'un imprimeur, William Bradford, il naît à Philadelphie. Il étudie à l'université de Pennsylvanie puis à l'université de Princeton, où il devient ami avec James Madison et dont il est diplômé en 1772.
Il rejoint la milice de Pennsylvanie en 1776, au début de la guerre d'indépendance des États-Unis, et devient major et assistant du général Roberdeau. Il rejoint ensuite l'Armée continentale en tant que capitaine et commande une compagnie. Il participe à la bataille de Trenton, et est promu lieutenant-colonel en 1777. Il démissionne deux ans plus tard pour raisons de santé, en 1779.
Il rejoint le barreau de Pennsylvanie en septembre 1779, et est nommé procureur général de l'État en 1780. Il épouse en 1784 Susan Vergereau Boudinot, fille du président Elias Boudinot. En 1791, il est nommé à la Cour suprême de Pennsylvanie, et y sert pendant trois ans. Il y influera notamment sur le code pénal de l'État pour y réduire l'usage de la peine de mort.
Le 8 janvier 1794, George Washington le nomme procureur général pour succéder à Edmund Randolph.
Il meurt en fonctions en 1795, et est enterré à Burlington (New Jersey).
Le comté de Bradford, en Pennsylvanie, est ainsi nommé en son honneur.